# سكوت ماكفيرسون
سكوت ماكفيرسون (بالإنجليزية: Scott McPherson)‏ هو كاتب مسرحي أمريكي، ولد في 13 أكتوبر 1959 في كولومبوس في الولايات المتحدة، وتوفي في 7 نوفمبر 1992 في شيكاغو في الولايات المتحدة.

## وصلات خارجية
- سكوت ماكفيرسون على موقع IMDb (الإنجليزية)
- سكوت ماكفيرسون على موقع قاعدة بيانات برودواي على الإنترنت (الإنجليزية)
- سكوت ماكفيرسون على موقع قاعدة بيانات الفيلم (الإنجليزية)